# Inna Modja
Pour les articles homonymes, voir Bocoum.
Inna Bocoum, dite Inna Modja, est une chanteuse, mannequin, actrice et militante féministe malienne, née le 19 mai 1984, à Bamako.

## Biographie

### Enfance et adolescence
Née le 19 mai 1984 à Bamako au Mali d'une famille peule de sept enfants dont elle est la sixième, Inna Bocoum doit son nom d'artiste au surnom d'Inna Modja (Inna Moƴƴa) que lui donne sa mère, ce qui signifie « Inna est mauvaise ou Inna n'est pas bien » en peul. Son père est diplomate, sa mère sage-femme. À l'âge de six ans, ses parents l'inscrivent à une chorale. Chez elle, son père l'encourage à progresser en lui faisant écouter des disques qu'il aime (des artistes comme Ray Charles, Ella Fitzgerald, Otis Redding, Sarah Vaughan), mais elle est aussi très influencée par ses aînés qui évoluent dans leur période punk trash, rap des années 1980/90, heavy metal, en passant par le blues, la soul et le disco.
Adolescente, elle hésite entre le hard rock et les chansons d'amour. Elle rend visite à son voisin, le musicien Salif Keïta, qui l'intègre dans le Rail Band de Bamako, un groupe de papys swingueurs jouant de la bossa nova et du jazz auprès de qui il a lui-même fait ses débuts.« J’avais quinze ans et c’était en jouant avec le Rail Band au Mali » quand elle monte sur scène pour la première fois.

### Début de carrière
De cette expérience, Inna Modja apprend à s'adapter à des rythmes divers, qu'ils soient swing ou disco. Elle opte finalement pour une pop soul. Après un duo avec Jason Mraz sur France 2 à l'occasion de la Fête de la musique, Inna Modja assure une première partie pour Sliimy. Elle sort son premier single Mister H extrait de son premier album Everyday is a New World qui voit le jour en octobre 2009.
Ami de son père qui la prend en photo dans son enfance, le célèbre photographe malien Malick Sidibé prend les photos de son premier album. Elle chante sur des plateaux télé tels que Vivement dimanche ou Taratata.

### Love Revolution
Elle revient en juin 2011 en proposant son nouveau titre French Cancan (Monsieur Sainte Nitouche). Celui-ci deviendra l'un des tubes de l'été 2011 en se positionnant no 1 au top TV, no 5 au top Radio et no 4 au top 50 des singles. Forte de son succès, elle propose un deuxième single La Fille du Lido et l'album Love Revolution le 7 novembre 2011. En février 2012, elle sort son troisième single I Am Smiling dont le clip, réalisé avec la collaboration de ses fans, se compose de vidéos envoyées par ces derniers.
Elle participe en 2011 au Téléthon. Elle participe en 2012 à l'album Elles et lui d'Alain Chamfort pour la reprise en duo de Souris puisque c'est grave et au single caritatif Je reprends ma route en faveur de l'association Les Voix de l'enfant,.

### Motel Bamako
Sur ce troisième album, elle chante principalement en bambara, mais aussi en anglais et français, sur l’amour, les blessures de la guerre, l’image de la femme. Motel Bamako marque un tournant musical pour la chanteuse. Avec des titres comme Tombouctou (dont le clip est filmé dans le studio photo de Malick Sidibé à Bamako), elle revient aux racines, en chantant et rappant en bambara. Sur ce disque encore plus engagé que les précédents, elle invite les femmes maliennes à se faire entendre, à « retirer le foulard devant leur bouche ».
Le 15 décembre 2017, Laurent Ruquier annonce dans le quotidien Le Parisien qu'Arielle Dombasle, Mareva Galanter, Inna Modja et Helena Noguerra reformeront le groupe yé-yé Les Parisiennes dans le cadre de la sortie d'un album, le 27 avril 2018, et d'une tournée française qui débutera le 24 mai 2018 aux Folies Bergère.

### Actrice
En 2013, elle joue dans Pendant ce temps, une capsule humoristique du Grand Journal sur Canal+, transposant des situations de la vie quotidienne dans des mondes parallèles absurdes.
Elle joue dans le film Wùlu de Daouda Coulibaly sorti en 2016, puis dans La Sainte famille de Louis-Do de Lencquesaing en 2019.2025, elle interprète le personnage d'Inissa dans l'épisode L'Ami français de la série Capitaine Marleau sur France 2.
En 2025, elle interprète le personnage d'Inissa dans l'épisode L'Ami français de la série Capitaine Marleau sur France 2.

### Présentatrice
Depuis septembre 2016, Inna présente Catwalk, une émission axée sur la mode, sur la chaîne de télé Elle Girl. En 2016, elle intervient dans le podcast féministe La Poudre.

### Engagements
Elle milite contre l’excision, ayant été excisée à l'âge de quatre ans — tout comme ses quatre sœurs — à l’insu de ses parents, faits qu'elle a exprimé dans une de ses chansons. Son gynécologue lui rappelle ce fait à 18 ans. Elle a pu bénéficier d'une chirurgie réparatrice à 22 ans. Elle est marraine de la Maison des femmes de l'hôpital Delafontaine à Saint-Denis.
Elle s'est également engagée contre les violences faites aux femmes avec le clip La Valse de Marylore.
Elle est végétarienne.
Elle a été désignée dans la liste 100 Women de la BBC en 2024.

### Vie privée
Elle épouse à l'âge de 21 ans un Français d'origine grecque dont elle divorce quelques années plus tard, puis rencontre en 2009 à Paris un architecte et réalisateur italo-croate, Marco Conti Sikic : « On s’est rencontrés par hasard [en 2009] (...) Ç’a été le coup de foudre. Nous avons beaucoup de choses en commun et partageons la même vision du monde : il a grandi avec des femmes, entre Rome et Dubrovnik, car il est à moitié croate. Il a vécu la guerre, il est végétarien, il est sensible, engagé et très à l’écoute de ce qui se passe dans le monde. Nous sommes tous les deux blessés et passionnés, et c’est naturellement que nous avons été amenés à travailler ensemble ».

## Discographie

### Albums solo
| Année | Information             | Classement | Classement | Certification |
| Année | Information             | France     | Belgique   | Certification |
| ----- | ----------------------- | ---------- | ---------- | ------------- |
| 2009  | Everyday is a New World | 56         | 23         | -             |
| 2011  | Love Revolution         | 28         | 98         | Or            |
| 2015  | Motel Bamako            | 55         | -          | -             |

### Album avec Les Parisiennes
| Année | Information     | Classement | Classement | Certification |
| Année | Information     | France     | Belgique   | Certification |
| ----- | --------------- | ---------- | ---------- | ------------- |
| 2018  | Les Parisiennes | -          | -          | -             |

### Singles solo
| Année | Information                              | Classement | Classement  | Classement | Classement | Album                            |
| Année | Information                              | France     | Belgique-WA | Suisse     | Canada     | Album                            |
| ----- | ---------------------------------------- | ---------- | ----------- | ---------- | ---------- | -------------------------------- |
| 2009  | Mister H                                 | -          | -           | -          | -          | Everyday is a New World          |
| 2010  | It's Alright                             | -          | -           | -          | -          | Everyday is a New World          |
| 2010  | Life                                     | -          | -           | -          | -          | Love Revolution                  |
| 2011  | French Cancan (Monsieur Sainte Nitouche) | 4          | 6           | 60         | 55         | Love Revolution                  |
| 2011  | La Fille du Lido                         | 82         | -           | -          | 86         | Love Revolution                  |
| 2012  | I Am Smiling                             | -          | -           | -          | 95         | Love Revolution                  |
| 2014  | C'est la vie                             | -          | -           | -          | -          | Motel Bamako (Christmas Edition) |
| 2014  | Outlaw                                   | -          | -           | -          | -          | Motel Bamako                     |
| 2014  | Forgive Yourself                         | 129        | -           | -          | -          | Motel Bamako                     |
| 2015  | Tombouctou                               | 147        | -           | -          | -          | Motel Bamako                     |

### Singles avec Les Parisiennes
| Année | Information                       | Classement | Classement  | Classement | Classement | Album           |
| Année | Information                       | France     | Belgique-WA | Suisse     | Canada     | Album           |
| ----- | --------------------------------- | ---------- | ----------- | ---------- | ---------- | --------------- |
| 2018  | Ah c'qu'on est bête               | -          | -           | -          | -          | Les Parisiennes |
| 2018  | Il fait trop beau pour travailler | -          | -           | -          | -          | Les Parisiennes |

### Participations
| Année | Information                                                 | Album                      |
| ----- | ----------------------------------------------------------- | -------------------------- |
| 2010  | Mister Joe (John Mamann avec Inna Modja)                    | Mister Joe                 |
| 2012  | Souris puisque c'est grave (Alain Chamfort avec Inna Modja) | Elles et lui               |
| 2015  | Son of a Preacher Man                                       | Les Stars font leur cinéma |
| 2019  | We Love Africa (RedOne avec Aminux et Inna Modja)           | -                          |

### Clips
| Année | Information                                    | Album                            |
| ----- | ---------------------------------------------- | -------------------------------- |
| 2009  | Mister H                                       | Everyday is a New World          |
| 2010  | Life                                           | Love Revolution                  |
| 2011  | French Cancan (Monsieur Sainte Nitouche)       | Love Revolution                  |
| 2011  | La Fille du Lido                               | Love Revolution                  |
| 2012  | You Love Me                                    | Love Revolution                  |
| 2012  | Emily                                          | Love Revolution                  |
| 2012  | I Am Smiling                                   | Love Revolution                  |
| 2012  | For My Land                                    | Love Revolution                  |
| 2012  | Souris puisque c'est grave                     | Elles et lui                     |
| 2013  | Kinks In My Hair                               | Love Revolution                  |
| 2014  | La Valse de Marylore                           | -                                |
| 2014  | Outlaw                                         | Motel Bamako                     |
| 2014  | Magic Lady (clip des Vraies Beautés Dove 2014) | -                                |
| 2014  | C'est la vie                                   | Motel Bamako (Christmas Edition) |
| 2014  | Forgive Yourself                               | Motel Bamako                     |
| 2015  | Tombouctou                                     | Motel Bamako                     |
| 2015  | Tombouctou (remix)                             | Motel Bamako                     |
| 2016  | Water                                          | Motel Bamako                     |
| 2016  | Sambe                                          | Motel Bamako                     |
| 2018  | Ah c'qu'on est bête                            | Les Parisiennes                  |
| 2018  | Il fait trop beau pour travailler              | Les Parisiennes                  |
| 2018  | On fait peur aux garçons                       | Les Parisiennes                  |
| 2019  | We Love Africa                                 | -                                |

## Filmographie
Sauf indication contraire, les informations mentionnées dans cette section peuvent être confirmées par les bases de données cinématographiques  présentes dans la section « Liens externes ».

### Cinéma
Longs métrages
- 2016 : Wùlu de Daouda Coulibaly : Aminata
- 2019 : La Sainte Famille de Louis-Do de Lencquesaing : Christine Ndongo

### Télévision

#### Série
- 2025 : Capitaine Marleau, saison 4, épisode 12 (L'Ami français) de Josée Dayan : Inissa

#### Téléfilm
- 2019 : Jamais sans toi, Louna de Yann Samuell : Victoria

#### Émission
- 2013 : Le Grand Journal, séquence humoristique Pendant ce temps

### Clip
- 2016 : Les Potos d'Oxmo Puccino, réalisé par Vincent Desailly et Jade Lombard : apparition

## Distinctions

### Décoration
- Ordre national du Mérite, par décret du 21 mai 2021.

### Nominations
| Année | Événement                    | Travail sélectionné                      | Catégorie                                         |
| ----- | ---------------------------- | ---------------------------------------- | ------------------------------------------------- |
| 2012  | NRJ Music Awards 2012        | Inna Modja                               | Révélation francophone de l'année 2011            |
| 2012  | Victoires de la musique 2012 | Inna Modja                               | Groupe ou artiste révélation du public de l'année |
| 2012  | Victoires de la musique 2012 | French Cancan (Monsieur Sainte Nitouche) | Clip vidéo de l'année                             |